# إبراهيم الحسن (لاعب كرة قدم سوري)
إبراهيم الحسن لاعب كرة قدم سوري ، يلعب مع نادي تشرين السوري.

## وصلات خارجية
- إبراهيم الحسن على موقع قاعدة بيانات كرة القدم.إي يو (الإنجليزية)
- إبراهيم الحسن على موقع ناشيونال فوتبول تيمز (الإنجليزية)